# Navistar International
Navistar International är ett amerikanskt företag som tillverkar fordon, bland annat lastbilar av märket International,  skolbussar och terrängfordon. Huvudkontoret ligger i Lisle i Illinois.